# サンミュージックグループ

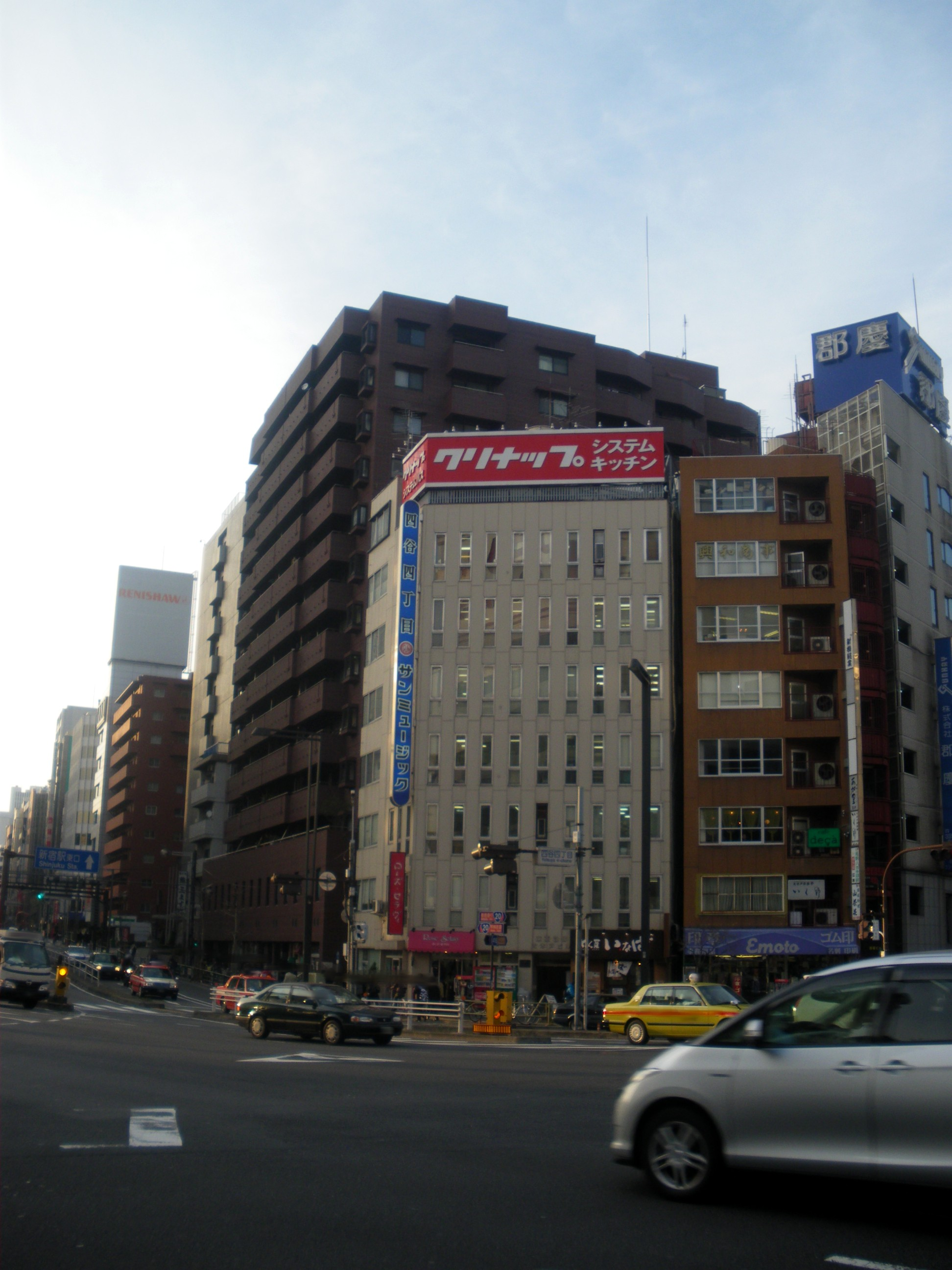
2009年7月までサンミュージックプロダクションをはじめ、グループ各社が入っていた四谷大木戸ビル（東京都新宿区四谷）。四谷四丁目交差点の傍にある。移転直前の2月に撮影。

サンミュージックグループ（英: Sun Music Group）は、サンミュージックプロダクションを中核とする日本の芸能事務所グループ。
1961年、「龍美プロ」として立ち上げ日本クラウンより西郷輝彦をデビューさせる。1968年、鈴木栄治をスカウトし森田健作としてデビューさせるにあたり龍美プロをサンミュージックプロダクションと改称し設立。
長らく新宿区四谷に本社を置いていたが、2009年8月に同区左門町へ移転。

## グループ会社
- サンミュージックプロダクション - タレントのプロモート、権利関係の管理など
- サンミュージック出版 - 音楽著作権の譲受及び管理、楽譜等音楽出版物の制作など
- サンミュージック企画 - コマーシャルへのタレントキャスティング、映画・TV・ラジオの企画制作など
- サンミュージックブレーン - 子役タレントのマネージメント、タレント養成校「サンミュージックアカデミー」の運営など
- サンクリエイティブ - CM・番組制作部門
- サンレボリューション - コマーシャル及び番組企画制作等の業務
- サンミュージック名古屋

### ファンクラブ等
- サンミュージックファミリークラブ
- サウンドミッション

### スクール
- サンミュージックアカデミー
  - 東京校
  - 札幌校
  - 新潟校
  - 名古屋校
  - 大阪校
  - 大阪泉佐野校
  - 福岡校
  - 鹿児島校
  - 沖縄校

## 過去にグループに所属していたタレント

### 男性タレント・俳優
- 安達哲朗
- イアン・ムーア
- 岩瀬恒輝
- 岡田眞善
- 加藤晴彦
- 岸祐二（マウスプロモーションを経て、キューブに所属）
- 城咲仁
- 髙木聡一朗（契約解除[1]）
- 平岡拓真
- 広瀬ゆうき（青二プロダクションに移籍）
- 松田悟志
- 水谷駿
- 森渉（アクロス エンタテインメントに移籍）
- 山口翔悟（トライストーン・エンタテイメントを経てフリー）
- YOSHI

### 女性タレント・俳優
- 葵井歌菜
- 安達祐実
- 有沢妃呂子
- 飯塚麻結
- 石井ゆき
- 石田梨夏
- 泉里香
- 板倉茜
- 市島琳香
- 今川宇宙
- 梅田悠
- 梅村結衣
- 大村なのは
- 岡本桃花
- 岡谷章子
- 小野桃花
- かえひろみ
- 垣内彩未
- 上良早紀
- 河﨑莉奈
- 川原夢貴
- 菅野初香
- 北原佐和子
- 久保恵子
- 来栖あつこ
- 黒木うらら
- 黒田友佳
- 河野アリサ
- 小林歩佳
- 小松美咲
- こやまきみこ
- 斉藤のぞみ
- 桜井幸子（2009年引退）
- 椎名歩美
- 清水美砂
- 白井美空
- 神保美喜
- 須釜直子
- 杉本愛里
- 鈴木伶奈
- 須永真咲
- セーラ
- 瀬名葉月
- 高橋菜々美（2019年限りで芸能界引退）
- 多岐川華子（現・華子）
- 田中美奈子
- 田村英里子
- 寺田はるひ（81プロデュースを経てフリー）
- 内藤小也華
- 中津真莉
- 永吉明日香
- 花奈澪
- 濱田准
- 早川亜希
- 福留佑子
- 藤村歩華
- 古谷玲香
- 本間愛咲
- 牧野由依（BGBカンパニーを経て、アミューズに所属）
- 牧野羽咲
- 三橋加奈子
- 目黒ゆかこ
- モーガン茉愛羅
- 百瀬実咲
- 原田美枝子
- 杜野まこ
- 星名利咲
- 安田愛里
- 安田美香
- 山川恵里佳
- 山口立花子
- 山城玲奈
- 遊馬萌弥
- 若林志穂
- 和田紗也加
- 渡辺杏

### 文化人
- おーくん・あきら
- 岡本ゆう・岡本しゅう
- 高木豊
- 田辺真南葉
- 水野晴郎

### アーティスト
- 朝田のぼる
- IZAM
- 浦部雅美
- 大塚愛
- 岡田有希子（在籍中の1986年に急逝）
- 片山沙有里
- 川中美幸
- KaNNa
- 北岡夢子
- 木下結子
- 桑田靖子
- 香坂みゆき
- 後藤翼ジェニー（現・YouTuber）
- 小林幸子
- 西郷輝彦
- 酒井法子
- 桜田淳子
- 宍戸留美
- 渋谷哲平
- 水前寺清子
- 杉田愛子
- 滝里美
- 竹本孝之
- 峠恵子
- 中嶋ミチヨ
- 中谷果夏
- 中森重樹
- 中山圭子
- 新原聖生（元さんみゅ〜）
- 野川明美（都はるみの実妹）
- 野田真実（元さんみゅ〜）
- 橋本美加子
- 浜崎あゆみ
- 早見優
- 春原由紀
- 古谷芳香
- 半﨑美子
- ポップコーン
- 松島アキラ
- 松田聖子
- 水越けいこ
- 水谷麻里
- 諸岡ケンジ
- リンリン・ランラン

### お笑い芸人
引退・解散
- 朝倉小松崎（小松崎和也はハナイチゴを結成し太田プロダクションへ移籍）
- アメリカンコミックス
- あんぺあ（安倍洋平はピン芸人「ようへい」として在籍）
- オーケストラホルン
- 神天
- 兜蟹
- カンニング（中島忠幸の死去による。竹山隆範はピン芸人「カンニング竹山」として在籍）
- 牙一族
- こぶし（門脇のりやは「サツキ」を結成し在籍）
- さくらんぼブービー（鍛治輝光はピン芸人「カジ」として在籍）
- シャイニングスターズ
- スウィング
- チャーチル
- どーよ（テル、ケンキ共にピン芸人として在籍）
- トノサマガエルアマガエル（ワタナベエンターテインメントに移籍後、解散）
- ひみつスナイパー健
- フィフティーカーニバル
- 武家の女
- ぷち観音（安藤なつ、松原陽子 / 安藤なつは「メイプル超合金」を結成し在籍）
- ぼれろ（小庭康正はピン芸人「こにわ」として在籍）
- マイティ・ボンジャック（吉本興業に移籍後、解散）
- めいどのみやげ（ティーチャの死去による。サッチィーはピン芸人として在籍）
- めっちぇん
- モラリスト（ろりこはピン芸人「ロリィタ族。」として在籍）
- 森田拓馬
- モンローズ（宮本勇気はピン芸人として在籍）
- ラブカップル
- ロックンロールコメディーショー（池田57CRAZYは「完熟フレッシュ」を結成しワタナベエンターテインメントに移籍）
- ワンツーギャンゴ（今井辰紀の死去による）

移籍・退社
- 海山昆布
- カズミファイブ（フリーを経て、吉本興業へ移籍）
- 木村晃健
- 黒田カントリークラブ
- ダーンス4
- たかまつなな
- ハウス加賀谷（契約解除[2]）
- ハギノリザードマン（マセキ芸能社に移籍）
- ヒロシ（個人事務所「ヒロシ・コーポレーション」を設立し独立）
- フラメン前田（SMA NEET Projectに移籍）
- わらふぢなるお（グレープカンパニーに移籍）